# Martinusio
La famiglia Martinusio (nelle fonti anche Martinusso, Martinussio o Martinussi, mentre in epoca recente il nome è stato scritto anche nella forma Martinuzzi;  in croato anche Martinužić o Martinušić) fu una delle più antiche famiglie nobili della Repubblica di Ragusa.

## Storia
Secondo un'antichissima tradizione, i Martinusio sarebbero una delle famiglie fondatrici della città, in fuga da Epidauro attaccata dagli Slavi.
Sono citati all'interno di alcuni fra i più antichi documenti conservati dall'archivio di Ragusa, risalenti al XII secolo: in particolare, il primo Martinusio attestato risulta un Gervasius, comes di Ragusa fra il 1186 e il 1190.
Fra il 1440 e il 1640 i Martinusio di Ragusa contarono 14 membri del Maggior Consiglio, pari al 0,64% sul totale. In questi duecento anni, ottennero anche 15 cariche senatoriali (0,83%), 10 volte la qualifica di Rettore della Repubblica (1,13%), 16 membri del Minor Consiglio (1,15%) e 4 Guardiani della Giustizia (0,85%).
L'Almanacco di Gotha non li enumera fra le undici famiglie del più antico Patriziato Sovrano Originario della Repubblica ancora residenti in città alla metà del XIX secolo, in quanto il ramo principale della famiglia si estinse nel 1595.
Una famiglia Martinusio (nelle fonti anche Martinuscio o Martinusso) - con capostipite un Martinuxius filius condam comitis Uocin  (da intendersi probabilmente come Volcina) - fu aggregata alla nobiltà di Zara nel 1384, ma probabilmente non fu imparentata con i Martinusio di Ragusa. Lo stesso dicasi per i nobili spalatini Martinosevich o Martinussevich, attestati nei secoli XV - XVI.

## Personalità notabili (in ordine cronologico)
- Michele Nicola Martinusio (XIV secolo) - Fu un importante mercante raguseo nella seconda metà del Trecento, attivo fra la sua città natale e Venezia.